# Labrangklostret

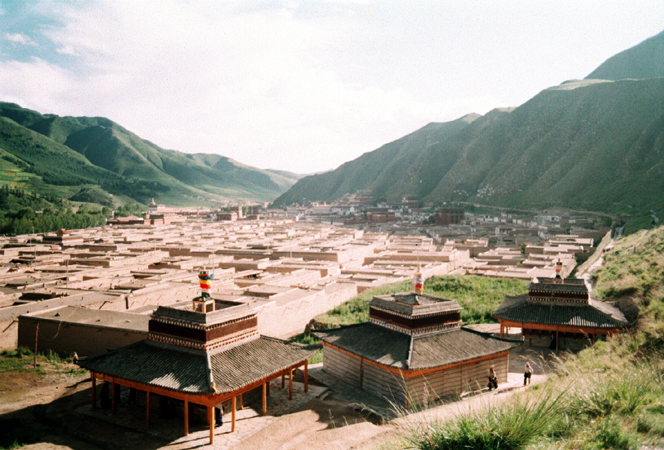
Labrangklostret

Labrangklostret (tibetanska: བླ་བྲང་བཀྲ་ཤིས་འཁྱིལ་; Wylie: bla-brang bkra-shis-'khyil) är ett kloster tillhörande gelug-skolan inom den tibetanska buddhismen och är beläget i Xiahe i Gansu-provinsen, Kina.
Xiahe tillhör den autonoma tibetanska prefekturen Gannan, som är belägen i den kulturgeografiska regionen Amdo.
Klostret grundades 1709 av Ngawang Tsondru, som senare erkändes som den förste Jamyang Shêpa och var de tredje högst rankande laman i gelug efter Dalai Lama och Panchen Lama. Kloster är ett av de sju stora klostren i gelug-skolan och det viktigaste klostret utanför centrala Tibet.